# هايوارد أ. هارفي
هايوارد أ. هارفي (بالإنجليزية: Hayward A. Harvey)‏ هو مخترع ومهندس أمريكي، ولد في 17 يناير 1824 في جيمستاون في الولايات المتحدة، وتوفي في 28 أغسطس 1893 في أورانج ‏ في الولايات المتحدة.

## وصلات خارجية
- هايوارد أ. هارفي على موقع الموسوعة البريطانية (الإنجليزية)